# Gongsol
Gongsol is een bestuurslaag in het regentschap Karo van de provincie Noord-Sumatra, Indonesië. Gongsol telt 2066 inwoners (volkstelling 2010).